# Leptobryum stellatum
Leptobryum stellatum là một loài Rêu trong họ Bryaceae. Loài này được (Herzog) Broth. mô tả khoa học đầu tiên năm 1924.